# پارک شبه‌ملی اوسیما
پارک شبه‌ملی اوسیما (به لاتین: Ōnuma Quasi-National Park) یک پارک شبه‌ملی و منطقهٔ مسکونی در ژاپن است که در Oshima Subprefecture واقع شده‌است.